# طرح تحول نظام سلامت
طرح تحول نظام سلامت طرحی برای بهبود سیستم‌های سلامت ایران است که از ۱۵ اردیبهشت ۱۳۹۳ در دولت یازدهم جمهوری اسلامی ایران در بیمارستان‌های وزارت بهداشت آغاز به کار کرد.
تحول در نظام سلامت با سه رویکرد حفاظت مالی از مردم، ایجاد عدالت در دسترسی به خدمات سلامت و نیز ارتقای کیفیت خدمات اجرا می‌شود که به باور بعضی همه بار مالی آن بر دوش پزشکان و شرکت‌های تأمین‌کننده تجهیزات پزشکی و دارویی اعم از تولیدکنندگان و وارد کنندگان و توزیع کنندگان قرار گرفته‌است به‌طوری‌که نه تنها در ۲۴ ماه گذشته مطالبات خود را از مراکز درمانی نگرفته‌اند بلکه اکنون نیز آن‌ها پیشنهاد دریافت اوراق قرضه دوساله جهت دریافت مطالبات خود را از طرف دولت شاهد هستند. از طرفی قیمت‌گذاری کالاهای سلامت محور که با نرخ ارز آن زمان انجام شده بود بعد از گذشت حدود ۳ سال از طرح و با وجود افزایش ۳۵ درصدی نرخ ارز همچنان بر همان پایه یعنی نرخ ارز هر یورو ۳۹۲۰۰ ریال در سایت موجود بوده و دولت هم تصمیمی برای افزایش یا اصلاح آن به نرخ روز را ندارد.

## اهداف
در این بخش در گزارش ۲۰۰۸ سازمان جهانی بهداشت سه هدف مهم برای نظام‌های سلامت تعریف شده‌است.
اهداف نهایی طرح تحول نظام سلامت به شرح زیر است:
- افزایش پاسخگویی نظام سلامت
- کاهش پرداخت مستقیم از جیب مردم
- کاهش درصد خانوارهایی که بخاطردریافت خدمات سلامت دچار هزینه کمرشکن شده‌اند
- بهبود پی آمدهای بیماران اورژانسی

## بسته خدماتی
بسته‌های خدماتی به شرح زیر است:
- برنامه کاهش میزان پرداختی بیماران بستری در بیمارستان‌ها
- برنامه حمایت از ماندگاری پزشکان در مناطق محروم
- برنامه حضور پزشکان متخصص مقیم در بیمارستان‌ها
- ارتقای کیفیت خدمات ویزیت در بیمارستان‌ها
- برنامه ارتقای کیفیت هتلینگ در بیمارستان‌ها
- دستورالعمل برنامه حفاظت مالی از بیماران صعب‌العلاج، خاص و نیازمند
- برنامه ترویج زایمان طبیعی
- نظارت بر حسن اجرای برنامه‌های تحول سلامت

## تحولات
از جمله افزایش تحولات این طرح، افزایش بیش از ۲۰ هزار تخت بیمارستانی و واحدهای زایمان طبیعی و همچنین تکمیل پرونده الکترونیک بهداشت ایرانیان بوده‌است.
طرح تحول نظام سلامت، افرادی را که بیمه نبودند تحت پوشش قرار داد و موجب شد که بیماران نسبت به گذشته مبلغ ناچیزی را در بیمارستان‌های دولتی پرداخت کنند.
تحول سلامت در محور سومش یعنی توسعه زیرساخت‌های سلامت، اقدام به بازسازی ۲ میلیون متر مربع فضای فیزیکی، توزیع بیش از ۷۷ هزار قلم تجهیزات هتلینگ، نوسازی ۳۹ هزار تخت بیمارستانی، بهسازی و تجهیز ۱۲ هزار و ۵۰۰ اتاق استراحت کادر پرستاری و توزیع ۲۹۰۰۰ تخت بیمارستانی کرده‌است. همچنین افزودن تعداد ۲۴۸۳ تخت ویژه به ظرفیت تخت‌های ویژه کشور، توسعه و ساخت ۱۸۰۰ اتاق تک نفره زایمان، بهسازی و افزایش ظرفیت اورژانس بیمارستانی با بهره‌برداری از ۱۷ پروژه اورژانس با ظرفیت ۲۶۰ تخت، ساخت و گسترش ۱۲۵ بخش اورژانس در بیمارستان‌های تروما و اصلی کشور و افزوده شدن ۲۴۰۰ دستگاه آمبولانس به ناوگان اورژانس زمینی انجام شده‌است. از دیگر اقدامات قابل توجه بازسازی ۲۵۵۰۰۰۰ متر مربع فضای بستری، انجام ۱٫۴۷۰٫۰۰۰ زایمان طبیعی رایگان در سراسر کشور، راه‌اندازی ۳۰ پایگاه اورژانس هوایی و انتقال ۶۰۳۰ مصدوم و بیمار بدحال به بیمارستان‌ها طی ۳۸۷۲ سورت پروازی، اجرای برنامه ملی درمان پیشرفته سکته‌های مغزی به صورت شبانه‌روزی در ۵۵ بیمارستان کشور در ۲۵ شهر به عنوان دومین علت مرگ ایرانیان، حمایت از بیماران صعب العلاج هم در خدمات درمانی در بیمارستان‌ها و هم پوشش نسبی هزینه‌های دارویی، توجه ویژه به بیماران سرطانی با ایجاد شبکه جامع تشخیص زودرس و درمان سرطان در ۳ سطح در کشور و خرید داروهای کمیاب با قیمت کم و قابل دسترس بوده‌است.

## پیاده‌سازی
در اسفند ۱۳۹۶ با گذشت چند سال از اجرای این طرح اعلام شد این طرح با کمبود بودجه رو به روست و در صورت عدم افزایش اعتبار مجبور به کاهش خدمات خواهد بود. عدم توانایی وزارت بهداشت در تأمین مالی پزشکان و نارضایتی آن‌ها از جمله مشکلات طرح است.

## اعلام تلویحی شکست طرح تحول سلامت
بعد از پیروزی روحانی در انتخابات دوازدهم، دایره پذیرش دفاتر بیمه سلامت رسماً به بیمارستان‌ها و مراکز درمانی دولتی محدود گردید و این موضوع نیز رسماً از سوی دولت اعلام شد. این سرعت عمل دولت در تغییر درجه شمول بیمه سلامت به فاصله کمی بعد از انتخابات و به همراه چندین سیاست جدید دیگر انجام گردید، گویی دولت روحانی از مدت‌ها پیش تصمیم به حذف این طرح داشت اما با علم به اینکه این موضوع می‌تواند در انتخاب مجدد روحانی تأثیر منفی بگذارد آن را تا پایان انتخابات به تعویق انداخت. اگرچه تاکنون رسماً به شکست طرح تحول سلامت از سوی دولت اذعان نشده اما بارها دولتمردان به صورت تلویحی به این موضوع اشاره کرده‌اند تا جایی که حتی خود وزیر بهداشت نیز تلویحاً به شکست طرح تحول سلامت اقرار نمود. با این وجود هنوز به صورت رسمی شکست طرح اعلام نشده که این عدم پذیرش بیش از آن که مطابق با واقع باشد در واقع انکار حقیقتی است که خود نیز تلویحاً آن را یک واقعیت علنی می‌دانند.